# Bayerische Schwarzach
Bayerische Schwarzach är ett vattendrag i Tyskland, i övre loppet på gränsen till Tjeckien.